# 任璧莲
任璧莲（英語：Gish Jen；1955年8月12日—），美国华裔女作家、演说家。

## 生平
任璧莲出生于纽约长岛，父母皆于1940年代由中国移民美国。她于1977年毕业于哈佛大学，获英语文学学士学位。1979年考入斯坦福商学院，但1980年中途辍学，此后进入爱荷华作家工作坊深造。1983年获创意写作硕士学位。
任璧莲于1991年发表了其长篇小说处女作《典型的美国佬》（Typical American），此后又先后出版《应许之地的莫娜》（Mona in the Promised Land）、《爱妾》（The Love Wife）、《世界与小镇》（World and Town）、《抵制者》（The Resisters）等多部小说，以及《谁是爱尔兰人》（Who's Irish?）、《谢谢你，尼克松先生》（Thank You, Mr. Nixon）两本短篇小说集。她的多篇短篇小说曾入选美国年度最佳短篇小说，其中《同日生》（Birthmates）更是入选约翰·厄普代克编辑的《美国二十世纪最佳短篇小说》。此外，她还出版过《老虎的写作》（Tiger Writing: Art, Culture, and the Interdependent Self）、《行李领取处的女孩》（The Girl at the Baggage Claim: Explaining the East-West Culture Gap）两部探讨东西文化差异的非虚构作品。

## 家庭
任璧莲的父亲任超北（Norman Chao-pe Jen）是一位水利工程学家、纽约市立学院教授。他出身于江苏宜兴的任氏望族，任璧莲的伯父任显群曾任台湾省政府财政厅长、台湾银行董事长，她的堂兄任筑山则曾任美国农业部次长。任璧莲的母亲卢树馨（Agnes Shu-hsin Jen）出生于上海、祖籍浙江桐乡，她的父亲、任璧莲的外祖父卢学溥是近代银行家，也是著名作家茅盾的表叔。